# Jan, mein Freund
Jan, mein Freund ist ein Jugendbuch des schwedischen Autors Peter Pohl. Der Originaltitel ist "Janne, min vän". Die Erstauflage erfolgte 1985 unter diesem Titel. Der Roman war zunächst erfolglos. 1986 jedoch erhielt Pohl den Debütantenpreis der Literaturförderung und die Nils-Holgersson-Plakette. Die deutsche Erstausgabe erschien 1989 beim Ravensburger Verlag und erhielt 1990 den  Deutschen Jugendliteraturpreis.

## Handlung
Krister "Krille" Nordberg wird von einem Polizisten zu einem Fahrrad befragt. Krister kennt dieses Fahrrad genau, es gehört seinem Freund Jan.  Eine tiefere Freundschaft verbindet Krille und Jan, welcher regelmäßig zu Krille zu Besuch kommt. Krilles Eltern merken schnell, dass Jan ein hartes Leben führt. Er verschwindet immer wieder für längere Zeit und niemand weiß wohin. Als er nach einem solchen Fernbleiben mit zerschundenem Gesicht bei Krille auftaucht, nimmt dieser ihn für ein paar Tage auf. Später verlässt Jan die Nordbergs und geht wieder "nach Hause".
Den ganzen Sommer über bleibt Jan verschwunden, während Krille zuhause sitzt und vergeblich wartet. Erst später beginnt er zu verstehen, dass es mehr als nur Freundschaft war, was Jan und ihn verband. Als Jan nach den Sommerferien plötzlich wieder auftaucht, ist er verändert. Dennoch, oder gerade deswegen, lädt Jan Krille in seinen geheimen Unterschlupf ein – eine Hütte, die Jan im Wald errichtet hat. Der Ausflug wirft mehr Fragen als Antworten auf und zu spät erkennt Krille, dass er sich seinen Eltern oder der Polizei hätte anvertrauen müssen.
Bei ihrem letzten Treffen inszeniert Jan eine Schlägerei mit Krille, um diesen vor seinen Verfolgern zu schützen. Kurz darauf wird Jan von zwei Männern gewaltsam in ein Auto verfrachtet und entführt. Die Polizei wird von Anwohnern alarmiert. Durch Krilles Hilfe wird die Polizei zur Hütte im Wald geführt, in der Jans Leichnam liegt. Es stellt sich heraus, dass  «Jan» ein Mädchen war. Sie war auch  eine Trapezkünstlerin im Zirkus AIR und versuchte auszubrechen und einen eigenen Weg zu gehen.  Diesen Ausbruchsversuch hatte sie mit dem Leben bezahlen müssen.

## Ausgaben
- Peter Pohl: Jan, mein Freund („Janne, min vän“). Ravensburger Buchverlag, Ravensburg 2004, ISBN 3-473-58018-X.
- Peter Pohl: Jan, mien Fründ („Janne, min vän“). Jahn & Ernst Verlag, ISBN 3-8940-7201-6.
- Peter Pohl: Janne, min vän. Alfabeta, Stockholm 2000, ISBN 91-7712-747-1.
- Peter Pohl: Janne, mine Vän. Deutscher Taschenbuch Verlag (dtv), ISBN 978-3-423-62482-4.